# Tomias stenopterus
Tomias stenopterus är en insektsart som beskrevs av Karsch 1891. Tomias stenopterus ingår i släktet Tomias och familjen vårtbitare. Inga underarter finns listade i Catalogue of Life.